# 2010年亚洲残疾人运动会七人制足球比赛
2010年亚洲残疾人运动会七人制足球比赛于12月13日至12月18日在中国广州华工体育场举办，此次比赛设1个小项，共有四支球队参加。

## 獎牌統計
| 排名 | 国家／地区  | 金牌 | 银牌 | 铜牌 | 總數 |
| ---- | ----------- | ---- | ---- | ---- | ---- |
| 1    | 伊朗（IRI） | 1    | 0    | 0    | 1    |
| 2    | 中国（CHN） | 0    | 1    | 0    | 1    |
| 3    | 日本（JPN） | 0    | 0    | 1    | 1    |
| 總計 | 總計        | 1    | 1    | 1    | 3    |

## 各項成績
| 項目             | 金牌 | 银牌 | 铜牌 |
| 七人制(男子)足球 | 伊朗（IRI） · 迈赫兰·尼库伊·马吉德 · 贾西姆·巴赫希 · 哈希姆·拉斯特-加里穆本 · 萨迪克·哈桑尼·巴吉 · 法尔扎德·迈赫里 · 贝赫纳姆·苏赫拉比-巴盖拉卜 · 赛义德·纳赛尔·侯赛尼·法尔 · 莫尔塔扎·海德里 · 巴赫曼·安萨里 · 伊赫桑·吴拉姆-侯赛因普 · 穆斯利姆·阿克巴里 · 阿尔德希尔·马希尼 | 中国（CHN） · 古君伟 · 王奕兴 · 王豪 · 邹胜辉 · 朱旭 · 马彦荣 · 林聪昌 · 曾庆祥 · 刘波 · 徐国俊 · 钟万辉 | 日本（JPN） · 加贺山直义 · 河边启辅 · 桥本健二 · 山田友二 · 谷口泰成 · 芳野龟太 · 渡来功二 · 小林大介 · 户田哲也 · 河野司 · 岩佐贵之 |